# Liste der Kreisstraßen im Wetteraukreis
Die Liste der Kreisstraßen im Wetteraukreis ist eine Auflistung der Kreisstraßen im hessischen Wetteraukreis.

## Abkürzungen
- K: Kreisstraße
- L: Landesstraße

## Liste
Die Kreisstraßen behalten die ihnen zugewiesene Nummer innerhalb des Regierungsbezirks Darmstadt in der Regel auch bei einem Wechsel in einen anderen Landkreis oder in eine kreisfreie Stadt. Nicht vorhandene bzw. nicht nachgewiesene Kreisstraßen werden in Kursivdruck gekennzeichnet, ebenso Straßen und Straßenabschnitte, die unabhängig vom Grund (Herabstufung zu einer Gemeindestraße oder Höherstufung) keine Kreisstraßen mehr sind. 
Der Straßenverlauf wird in der Regel von Nord nach Süd und von West nach Ost angegeben.
| Nr.   | Verlauf |
| ----- | --- |
| K 7   | L 3204 in Rodheim vor der Höhe – Kreisgrenze – (K 765 im Hochtaunuskreis)                                                                                      |
| K 9   | L 3352 in Petterweil – |
| K 10  | in Kloppenheim – in Dortelweil |
| K 11  | L 3352 in Nieder-Rosbach – in Ober-Wöllstadt |
| K 14  | L 3053 – Oes |
| K 15  | L 3056 in Hoch-Weisel – Münster – L 3353 (– Abzweig nach Maibach) – Kreisgrenze – (K 724 im Hochtaunuskreis)                                                   |
| K 16  | L 3056 in Hoch-Weisel – K 17 in Ostheim |
| K 17  | L 3056 in Fauerbach vor der Höhe – K 16 – Ostheim – Nieder-Weisel (– Abzweig zur in Nieder-Weisel Nord) –                                                      |
| K 18  | K 363/K 364 in Ebersgöns – Pohl-Göns – /L 3129 |
| K 21  | Bad Nauheim – |
| K 22  | in Friedberg (Hessen) Nord – Friedberg (Hessen) |
| K 23  | Ockstadt – |
| K 24  | in Friedberg (Hessen) – |
| K 100 | L 3191 in Glauberg – Glauberg Ausgrabungsstätte |
| K 166 | L 3136 in Münzenberg – L 3131 in Trais |
| K 171 | L 3351 – Bauernheim – L 3187 |
| K 172 | L 3134 in Oppershofen – Södel – in Melbach |
| K 173 | L 3134 in Steinfurth – Wisselsheim – Rödgen – K 174 – in Bad Nauheim                                                                                           |
| K 174 | K 173 in Rödgen – Schwalheim – K 175 – in Friedberg (Hessen) Nord                                                                                              |
| K 175 | K 174 in Schwalheim – in Dorheim |
| K 178 | L 3187 in Reichelsheim – in Nieder-Florstadt |
| K 179 | in Melbach – L 3412 – L 3186 in Weckesheim |
| K 180 | L 3412 in Gettenau – Heuchelheim – L 3187 in Reichelsheim |
| K 181 | – L 3188 in Echzell |
| K 182 | in Grund-Schwalheim – Grund-Schwalheim Bahnlinie |
| K 183 | /L 3188 – Bisses – L 3188 in Echzell |
| K 184 | L 3188 in Unter-Widdersheim – Ober-Widdersheim – |
| K 187 | (K 187 im Landkreis Gießen) – Kreisgrenze – Kreisgrenze an der südlichen Straßenseite – Kreisgrenze – (K 187 im Landkreis Gießen)                              |
| K 188 | (K 188 im Landkreis Gießen) – Kreisgrenze – L 3138 |
| K 192 | (K 192 im Vogelsbergkreis) – Kreisgrenze – K 193 – Stornfels – Ulfa – K 194 – L 3138                                                                           |
| K 193 | K 192 – Kreisgrenze – (K 193 im Vogelsbergkreis) |
| K 194 | K 192 in Ulfa – in Eichelsdorf |
| K 195 | (– Abzweig nach Bad Salzhausen) – Geiß-Nidda – K 196 |
| K 196 | in Nidda – K 195 – L 3187 in Dauernheim |
| K 197 | L 3187 – in Ober-Mockstadt |
| K 198 | in Ranstadt – Bellmuth – L 3184 in Bobenhausen bei Ranstadt |
| K 199 | L 3185 in Ober-Lais – Unter-Lais – K 201 – Schwickartshausen – K 200 – L 3184 in Bobenhausen bei Ranstadt                                                      |
| K 200 | K 202 in Fauerbach – Schwickartshausen – K 199 (– Abzweig zur in Lißberg) – Eckartsborn –                                                                      |
| K 201 | K 202 in Fauerbach – K 199 |
| K 202 | L 3184 in Wallernhausen – Fauerbach – K 200 – K 201 – L 3185                                                                                                   |
| K 203 | – L 3184 in Wallernhausen |
| K 204 | in Eichelsdorf – Kreisgrenze – (K 204 im Vogelsbergkreis) |
| K 208 | L 3010 in Nieder-Seemen – Kreisgrenze teilweise an der südöstlichen Straßengrenze – Kreisgrenze – (K 208 im Main-Kinzig-Kreis)                                 |
| K 209 | L 3010 in Nieder-Seemen – Kreisgrenze – (K 209 im Main-Kinzig-Kreis) – Kreisgrenze – Burgbracht – L 3195/L 3314 in Hitzkirchen                                 |
| K 211 | L 3010 – L 3195 in Hitzkirchen |
| K 212 | L 3193 in Wenings – L 3010 |
| K 215 | in Merkenfritz – L 3184 in Wenings |
| K 216 | L 3183 in Hirzenhain – Usenborn – K 217 – L 3184 |
| K 217 | L 3184 in Ortenberg – Usenborn – K 216 – L 3183/L 3184 in Gelnhaar                                                                                             |
| K 218 | L 3184 in Wippenbach – in Selters |
| K 219 | Aulendiebach – |
| K 221 | Michelau – L 3010 in Wolferborn |
| K 223 | (K 187 im Landkreis Gießen an der Kreisgrenze) – L 3138 in Ulfa                                                                                                |
| K 228 | L 3195 in Orleshausen – in Büdingen |
| K 229 | in Düdelsheim – L 3195 in Orleshausen |
| K 230 | – Rohrbach – |
| K 232 | in Melbach – L 3189 |
| K 234 | L 3189 – |
| K 235 | K 236 in Rodenbach – in Altenstadt |
| K 236 | L 3188 in Stammheim (– Abzweig zur nach Altenstadt) – Rodenbach – K 235 – K 237 in Heegheim                                                                    |
| K 237 | L 3191 in Glauberg – Heegheim – K 236 – in Lindheim |
| K 238 | – Effolderbach – L 3190 in Stockheim |
| K 239 | L 3351 in Bruchenbrücken – L 3187 in Assenheim |
| K 241 | L 3187 in Assenheim – Bönstadt – L 3188 |
| K 242 | L 3188 – Kreisgrenze – (K 851 im Main-Kinzig-Kreis) |
| K 243 | L 3188 – Kreisgrenze am östlichen Straßenrand – (K 852 im Main-Kinzig-Kreis an der Kreisgrenze) – Kreisgrenze kurzzeitig am östlichen Straßenrand – in Kaichen |
| K 246 | L 3351 in Groß-Karben – Kreisgrenze teilweise an der südlichen Straßengrenze – Kreisgrenze – (K 246 im Main-Kinzig-Kreis)                                      |
| K 247 | L 3205 in Rendel – Gronau – L 3008 |
| K 251 | L 3187 – Wickstadt |
| K 254 | Wiesental – in Langenhain-Ziegenberg |
| K 256 | – Kirch-Göns – Pohl-Göns – |
| K 363 | (K 363 im Lahn-Dill-Kreis) – Kreisgrenze – K 18/K 364 in Ebersgöns                                                                                             |
| K 364 | (K 364 im Lahn-Dill-Kreis) – Kreisgrenze – K 18/K 363 in Ebersgöns                                                                                             |

## Nummerierung der Kreisstraßen im Regierungsbezirk Darmstadt
Die Kreisstraßen im Regierungsbezirk Darmstadt wurden ursprünglich nach einem bestimmten Nummernplan durchnummeriert. Hierbei wählte man für den Kreis Bergstraße die niedrigsten und für den Main-Kinzig-Kreis die höchsten Kreisstraßennummern.
Die Nummerierung erfolgte in der Regel in folgender Reihenfolge:
Kreis Bergstraße, Odenwaldkreis, Landkreis Darmstadt-Dieburg, Kreis Groß-Gerau, kreisfreie Stadt Darmstadt, Landkreis Offenbach, kreisfreie Stadt Offenbach am Main, Wetteraukreis, Rheingau-Taunus-Kreis, Hochtaunuskreis, kreisfreie Stadt Wiesbaden, Main-Taunus-Kreis, kreisfreie Stadt Frankfurt am Main und schließlich Main-Kinzig-Kreis.
Auch die Nummerierungen der Kreisstraßen im Lahn-Dill-Kreis und im Landkreis Limburg-Weilburg, die seit dem 1. Januar 1981 zum Regierungsbezirk Gießen gehören, folgen großenteils noch diesem Nummernplan.